# Sony Pictures Home Entertainment
Sony Pictures Home Entertainment is de distributietak voor internationale distributie van televisie en filmmateriaal op DVD, VHS en UMD van Sony Pictures Entertainment.
Het onderdeel is verantwoordelijk voor de internationale distributie van het home entertainment-materiaal van alle Sony Pictures-filmstudio's, waaronder Columbia Pictures, TriStar Pictures, Sony Pictures Classics, Screen Gems, Triumph Films, Destination Films en Revolution Studios. Het bedrijf is ook verantwoordelijk voor de distributie van de televisieprogramma's van de Sony Pictures Television-bibliotheek, waartoe programma's van Screen Gems, Columbia Pictures Television, TriStar Television, Tandem Productions, TAT Communications, ELP Communications, Columbia TriStar Television en uiteraard Sony Pictures Television behoren.
Voorheen was het bedrijf bekend als "Columbia Pictures Home Entertainment", "RCA-Columbia Pictures Home Video", "Columbia TriStar Home Video" en voor het laatst als "Columbia TriStar Home Entertainment". Sinds 2005 heeft Sony echter alle distributietaken onder één paraplumerk gebracht, behalve het onafhankelijkere MGM Home Entertainment.
In Italië distribueerde Columbia TriStar alle IIF Home Video-titels op VHS en DVD en ook Columbia TriStar Home Entertainment distribueerde voorheen de titels van 01 Distribution op VHS en DVD